# Camponotus sucki
Camponotus sucki é uma espécie de inseto do gênero Camponotus, pertencente à família Formicidae.